# Núi lửa dạng tầng

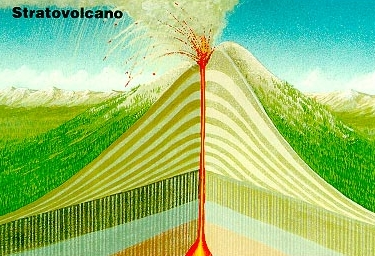
Mô hình cắt dọc của một núi lửa dạng tầng

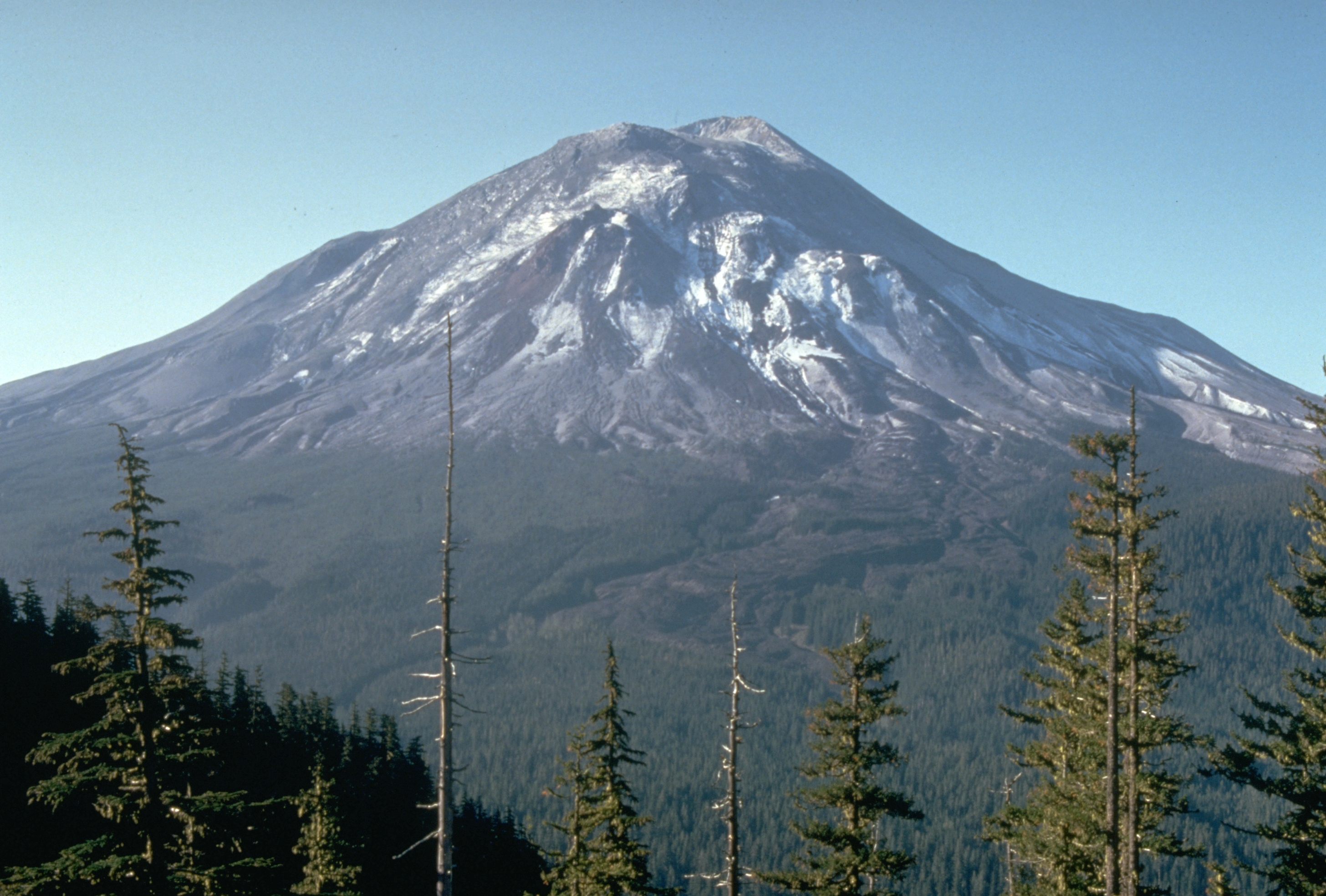
Núi St. Helens - một núi lửa dạng tầng tại tiểu bang Washington của Hoa Kỳ— hình chụp vào ngày trước khi nó phun trào (18 tháng 5 năm 1980). Lần phun trào đó đã làm đỉnh của nó bị mất đi phần nhiều

Núi lửa tầng hoặc núi lửa hỗn hợp là một núi lửa cao hình nón, gồm có nhiều lớp dung nham, tro núi lửa và bụi núi lửa. Loại núi lửa này có đặc tính là dốc đứng, phun trào có giai đoạn, và có tiếng nổ khi phun trào. Dung nham chảy ra từ các núi lửa loại này thì sền sệt. Dung nham nguội và đóng cứng lại trước khi loang đi xa. Macma của loại núi lửa này được xếp loại axít, có mức độ silicat cao và trung bình (như trong rhyolit, dacit, hay andesit). Nó tương phản với chất macma cơ bản ít sền sệt hơn - chất tạo thành núi lửa hình khiên có nền rộng và có độ nghiêng phẳng hơn (Ví dụ như Mauna Loa ở Hawaii).
Mặc dù các núi lửa tầng đôi khi còn được gọi là núi lửa hỗn hợp, các nhà khoa học về núi lửa thường dùng thuật từ núi lửa tầng để phân biệt giữa các loại núi lửa vì tất cả các núi lửa đủ các kích thước lớn nhỏ đều có cấu tạo (lớp) hỗn hợp — chúng được hình thành từ những vật chất phun trào đổ xuống từng đợt. Núi lửa tầng là một trong các loại núi lửa thường thấy nhất.

## Hình thành
Núi lửa tầng là một đặc điểm thông thường của vùng đất bị co vào, tạo thành những chuỗi hay những vòng cung dọc theo phân giới của mảng kiến tạo nơi vỏ đất đại dương bị gập lại dưới lớp vỏ lục địa (Ví dụ các núi lửa vòng cung lục địa như dãy núi Cascade, trung Andes) hoặc với mảng đại dương khác (Ví dụ các núi lửa vòng cung đảo như Nhật Bản, quần đảo Aleut). Chất macma tạo thành các núi lửa tầng nổi lên khi nước nằm cả trong các khoáng chất tích nước và trong đá bazan xốp của vỏ đại dương tầng trên thoát ra vào trong lớp đá ngoài của quyển mềm nằm bên trên phiến đại dương chìm. Việc nước thoát ra từ các khoáng chất tích nước được gọi là "sự khử nước" và xảy ra trong các điều kiện nhiệt độ/áp suất đặc biệt cho từng loại khoáng vật khi mảng kiến tạo co xuống độ sâu thấp hơn. Nước thoát ra từ phiến đang co làm giảm độ nóng chảy của lớp đá nằm chồng bên trên. Lớp đá này sau đó nóng chảy một phần và nổi lên vì tỷ trọng nhẹ hơn so với lớp đá xung quanh và gom lại tạm thời ở nền của thạch quyển. Macma sau đó nhô lên khỏi vỏ đất, hợp với đá giàu silicat hình thành chất hỗn hợp sau cùng. Khi macma lên gần bề mặt, nó gom tụ lại trong một buồng macma nằm bên dưới núi lửa. Áp suất thấp tương đối của chất macma cho phép nước và những chất khí dễ bay hơi khác (CO2, S2-, Cl-) ngấm vào trong chất macma để trở thành một dung dịch, giống như khi ta mở nút một cái chai đựng nước cacbonat. Một khi thể tích khối macma tới hạn và hơi tích tụ và đỉnh núi không ngăn cản được áp lực lớn, vỡ ra và gây nên tiếng nổ bất thình lình.

## Hình ảnh

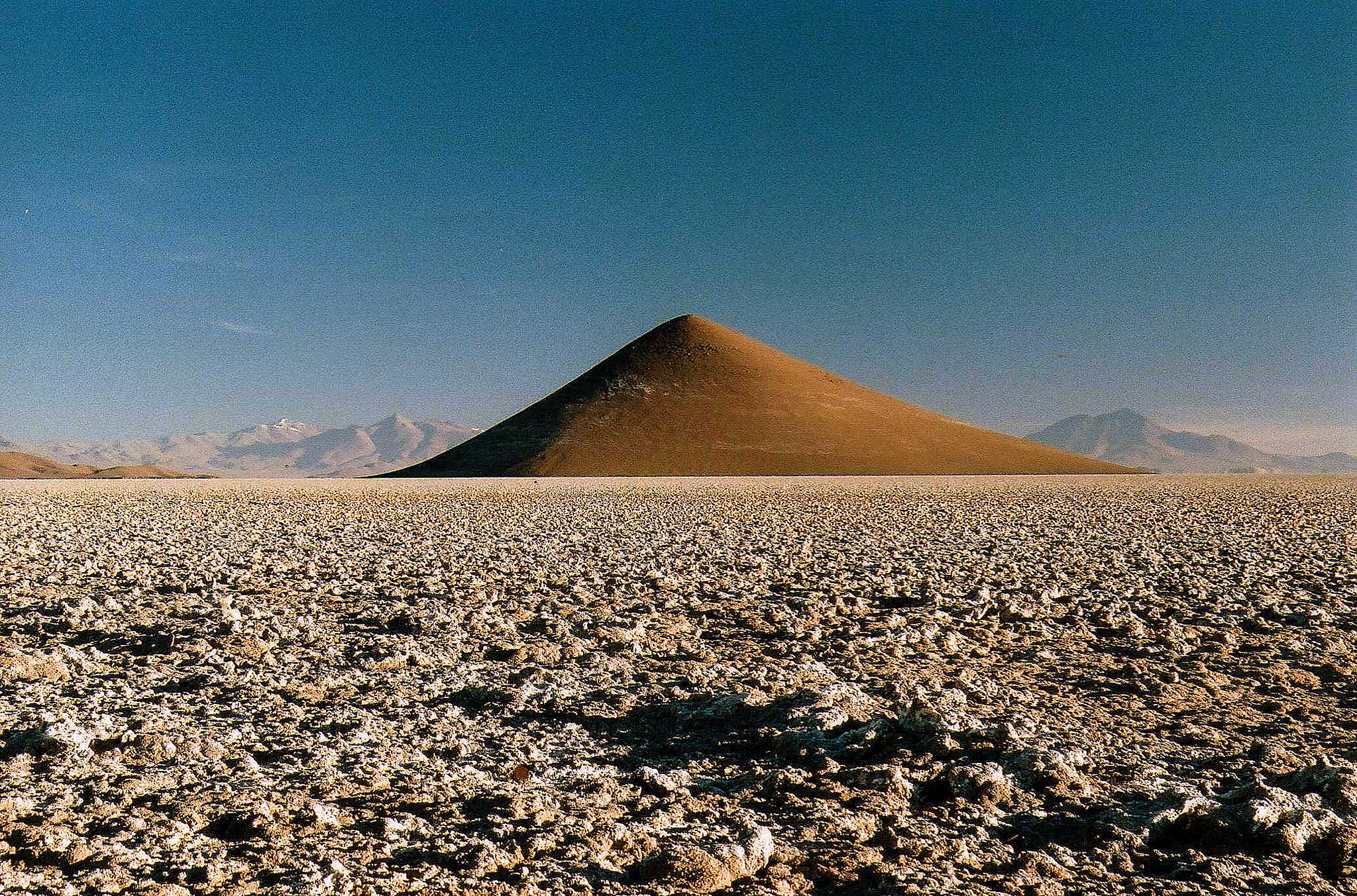
Côn de Ảita, Salta (Argentina)
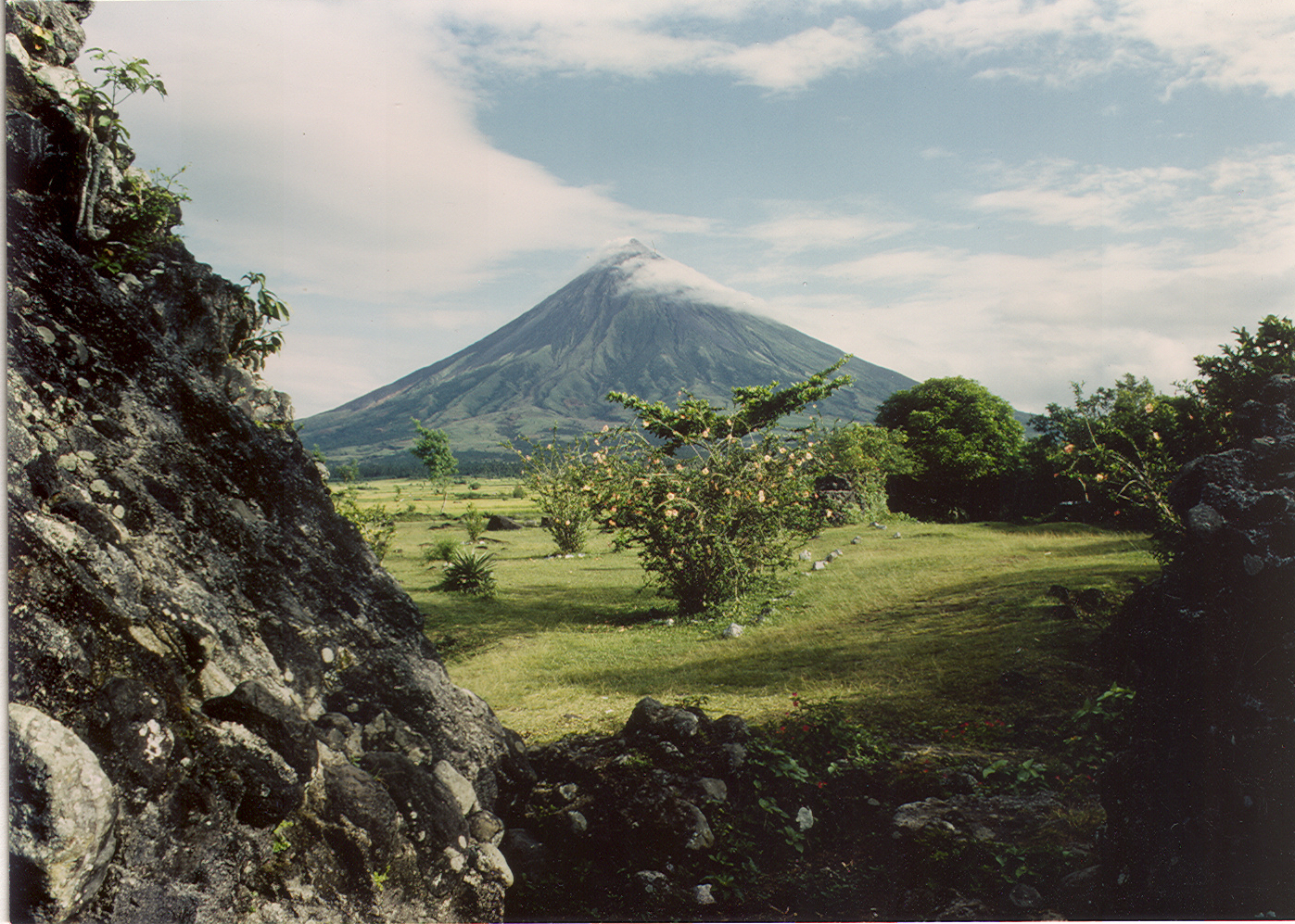
Núi lửa Mayon là một núi lửa dạng tầng tại Philippines.
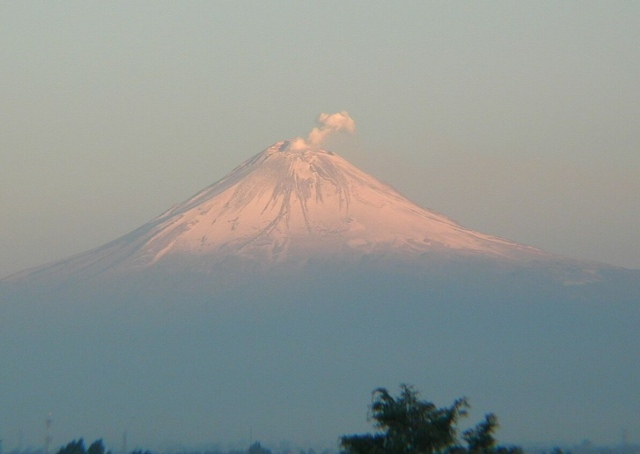
Popocatépetl là một núi lửa dạng tầng đang hoạt động tại México